# Irene Kuo
Irene Kuo, née Irene Hsingnee Yuan, (née en juin 1919 à Shangai et morte en juillet 1993) est l'auteure de The Key to Chinese Cooking et une influente vulgarisatrice de la  cuisine chinoise aux États-Unis et en Occident dans les années 1960 et 1970. Ses apparitions dans des talk-shows américains tels que ceux de Johnny Carson et de Joan Rivers, ainsi que ses restaurants à succès, jouent un rôle déterminant dans ses efforts de vulgarisation.

## Jeunesse
Irene Kuo nait en 1919 dans une famille de riches fonctionnaires érudits intimement liés au gouvernement chinois de la dynastie Qing . Son oncle Yan Li-jun est le précepteur de Puyi, dernier empereur de Chine . Montrant un vif intérêt pour la nourriture, elle est éduquée de manière à apprécier la gastronomie. Elle se lie d'amitié avec les cuisiniers de sa maison et apprend les techniques de préparation de certains de leurs plats les plus opulents. Du fait de l'influence et la richesse de sa famille, elle voyage dans toute la Chine, ce qui lui permet de découvrir plusieurs cuisines : les plats du nord de la Chine tout comme la  cuisine végétarienne des familles bouddhistes.

## Âge adulte
Irene Kuo va au Barnard College aux États-Unis pour son diplôme de premier cycle. Elle rentre en Chine après l'avoir obtenu. En raison de la guerre civile en Chine entre Chiang Kai-shek , nationaliste et  Mao Zedong, communiste, cependant, elle revient aux États-Unis à l'âge de vingt-deux ans. Elle rencontre son futur mari, Chi-Chih Kuo, général sous Chiang Kai-shek, à Washington, DC en 1943 et l'épouse l'année suivante. Le couple a eu deux fils et, après avoir voyagé selon les postes de son mari à Washington et en Italie, le couple s'installe à New York. Il y ouvre deux restaurants à succès :
- Lichee Tree, ouvert en 1960 sur East 8th Street à Greenwich Village .
- Gingko Tree, ouvert en 1966 au coin de la 69e rue et d'Amsterdam près du Lincoln Center. Les résidences Kuo se trouvent au-dessus de chaque restaurant.

Des événements publicitaires ont lieu, tels que le 20e anniversaire de Barbra Streisand à Lichee Tree en 1962. À l'occasion de celui-ci, le compositeur Dick Hyman dirige un orchestre accompagné de couperets chinois pour l' Année du Singe. Le couple Kuo est médiatisé, et ces événements contribuent à leur notoriété aux États-Unis. Lichee Tree célèbre le Nouvel An Chinois. Ces fêtes sont fréquentées par des mécènes célèbres tels que le boxeur Rocky Marciano, qui proposait de «combattre n'importe qui dans la maison. » Tout au long des années 1960, elle enseigne à l'Institut Chinois de New York.

### Clé de la cuisine chinoise
En 1971, Irene Kuo lance l'idée d'un livre de cuisine chinois à Judith Jones, qui la connaissait par son apparition et sa mention dans les médias de l'époque. Jones est  impressionnée par la connaissance approfondie de Kuo de la cuisine, la qualité de sa rédaction et sa sincérité,. Avec la rédactrice en chef Suzi Arensberg et l'illustratrice Carolyn Moy, Jones et Kuo travaillent pendant plus de cinq ans sur le manuscrit, le peaufinant pour rendre les concepts et l'organisation compréhensibles pour le public occidental visé. Ce livre est écrit pour fournir une idée des mentalités chinoises et pour servir de guide et de livre de recettes pour la cuisine chinoise. Les sceaux chinois dans le livre sont conçus par le mari d' Irene Kuo. Le livre est publié en 1977.
L'intention d'Irene Kuo en écrivant son livre est de "laisser quelque chose de permanent". En effet, ce livre de cuisine a suffisamment de succès pour passer par plusieurs impressions, et il est devient une référence en Amérique du Nord et en Europe pendant la décennie à venir. Il continue d'influencer les auteurs de livres de cuisine tels que Barbara Tropp, Eileen Yin-Fei Lo, Fuchsia Dunlop, Anne Mendelson, et Grace Young.

## Retrait de la vie publique
Après la vente de ses restaurants et l'achèvement de son livre de cuisine, Irene Kuo se retire de la vie publique et  déménage à Glendale, en Californie. Son intention est de publier un suivi de La clé de la cuisine chinoise avec 175 recettes; Irene Kuo indique à Jones le 2 janvier 1982 qu'il pourrait être terminé un an plus tard. Le livre n'a cependant jamais été terminé et Irene Kuo rompt tout contact avec Jones pour des raisons inconnues.
Irene Kuo reçoit un diagnostic de cancer du pancréas au début de 1993 et en meurt en juillet 1993, plusieurs semaines après la mort de son mari.